# Rasmus Lindvall
Per Rasmus Lindvall, född 5 juni 1967 i Råsunda, Solna, är en svensk kompositör och sångtextförfattare. Han är medlem i gruppen Rob'n'Raz.

## Låtar, i urval
- "Got to Get" som framfördes av Rob'n'Raz och Leila K. Låten skrevs tillsammans med Robert Wåtz, MC II Fresh och D-Flex aka David Seisay[3]
- "Adrenaline" som framfördes av Mendez i Melodifestivalen 2002. Låten skrevs tillsammans med Robert Wåtz, Méndez, Patrik Henzel och Pablo Cepeda
- Kom som framfördes av Jessica Andersson i Melodifestivalen 2002. Låten skrevs tillsammans med Robert Wåtz, Lina Eriksson och Mårten Eriksson.[4]

## Filmografi roller
- 1993 – Sökarna - artist[5]